# 정학수 (1954년)

정학수(丁鶴秀, 1954년 12월 28일 ~ )는 대한민국의 공무원이다. 본관은 영광이며, 전라북도 고창군 출신이다.

## 학력
- 1966년 : 고창국민학교 졸업
- 1969년 : 고창중학교 졸업
- 1972년 : 고창고등학교 졸업
- 1977년 : 고려대학교 행정학 학사
- 1994년 : 텍사스 A&M 대학교 대학원 석사

## 경력
- 제21회 행정고등고시 합격
- 1995.07 ~ 1999.01 : 대통령비서실, 농림부 기획예산담당관
- 1999.01 ~ 1999.12 : 농림부 공보관
- 2000.01 ~ 2000.12 : 농림부 농업정책국장
- 2001.01 ~ 2001.01 : 농림부 근무(이사관)
- 2002.01 ~ 2003.04 : 농림부 농촌개발국장
- 2003.04 ~ 2004.01 : 농림부 농업정책국장
- 2004.02 ~ 2004.12 : 농림부 근무(이사관)
- 2004.12 ~ 2006.09 : 국립농산물품질관리원장
- 2006.09 ~ 2008.03 : 농림부 정책홍보관리실장
- 2008.03 ~ 2009.01 : 농림수산식품부 제1차관
- 2009.10 ~ : 전주대학교 문화관광학부 석좌교수
- 전북발전연구원 정책고문
- (사)한국귀농귀촌진흥원 이사장
- 2018.03 ~ 2020.03 : 한국농수산식품유통공사(aT) 비상임이사
- 농어업의힘 포럼
- 압해정씨 대종회장

## 수상
- 2000년 : 홍조근정훈장

| 전임 박해상 (농림부 차관) 이은 (해양수산부 차관) | 초대 농림수산식품부 제1차관 2008년 3월 1일 ~ 2009년 1월 22일 | 후임 민승규 |